# Respenda de la Peña (kommunhuvudort)
Respenda de la Peña är en kommunhuvudort i Spanien.   Den ligger i provinsen Provincia de Palencia och regionen Kastilien och Leon, i den norra delen av landet, 270 km norr om huvudstaden Madrid. Respenda de la Peña ligger 1 017 meter över havet och antalet invånare är 219.
Terrängen runt Respenda de la Peña är platt åt sydost, men åt nordväst är den kuperad. Runt Respenda de la Peña är det mycket glesbefolkat, med 3 invånare per kvadratkilometer. Närmaste större samhälle är Guardo, 13,5 km väster om Respenda de la Peña. Trakten runt Respenda de la Peña består i huvudsak av gräsmarker.